# Teresa Stratas
Teresa Stratas (del seu nom patronímic Anastasia Stratakis) (26 de maig de 1938, Toronto, Ontario, Canadà) és una soprano lleugera canadenca, reconeguda com una de les millors cantants del seu temps. Actualment està jubilada i viu a Florida.

## Carrera professional
Filla d'immigrants grecs a Toronto, Teresa Stratas interpretava cançons populars gregues a la ràdio canadenca ja des dels 13 anys.

### Com a cantant
Graduada al Royal Conservatory of Music de Toronto, on va guanyar la prestigiosa beca Eaton Graduating Scholarship, Stratas va debutar, als 20 anys, cantant la Mimi (La bohème, Puccini) a l'Opera Festival de Toronto de 1958.
Un any més tard, el 1959, va fer una audició per al Met, on va fer la seva notable entrada. Poc després hi interpretaria la Poussette de Manon. L'any 1960 participà al Festival Internacional de Vancouver i va interpretar la Desdemona d'Othello a l'Exposició Universal de Montreal de 1967.
Mentre seguia la seva carrera a l'Òpera Metropolitana en papers principals, actuaria també als escenaris internacionals més prestigiosos: Odeon d'Herodes Atticus d'Atenes, on el 1961 cantaria el paper principal de Nausicaa, de la compositora Peggy Glanville-Hicks, o al Covent Garden, on havia debutat amb Mimi. El 1962 cantà per primera vegada a la Scala el paper d'Isabella (l'Atlàntida, de Manuel de Falla). També actuà al Teatre Bolshoi, a la Wiener Staatsoper, a l'Òpera alemanya de Berlín, a l'Òpera Estatal de Baviera de Múnic, a l'Òpera de París i a l'Òpera de San Francisco i, finalment, al Festival de Salzburg, obtenint arreu un gran èxit.
És considerada una de les millors cantants del segle xx. El seu repertori inclou els papers de Zerlina, de Don Giovanni; Despina, de Così fan tutte; Cherubino i Susanna, de Les noces de Fígaro; Liù, de Turandot; Cio-Cio-San, de Madame Butterfly; Micaëla, de Carmen; Marguerite, de Faust; el paper principal de La Périchole; Gretel, de Hänsel und Gretel o Violetta, de La Traviata. Ha interpretat Lisa a Píkovaia dama, la compositora a Ariadne auf Naxos, el personatge d'Antònia a Les Contes d'Hoffmann, el de Mélisande a Pelléas et Mélisande, i de nou el de Marenka a Prodaná nevěsta (La núvia venuda). Ha estat la Desdèmona d'Otello, Madame Lidoine dels Dialogues des carmélites i assumirà el paper principal de Salomé, de Strauss. Serà alternativament Lulu i Jenny Smith a Ascens i caiguda de la ciutat de Mahagonny, una de les estrenes de la Metropolitan Opera, sota la direcció de John Dexter, i Marie Antoinette a l'òpera del compositor John Corigliano Fantômes du Trianon, paper que ella estrenà al Met el 1991.
Teresa Stratas va deixar la seva empremta en una sèrie de personatges il·lustres de l'òpera. El 1964, al Met, va ser la Sardulla en l'estrena de l'òpera The Last Savage, composta per Menotti. El 1974 va ser l'enlluernadora Salome de l'òpera de Richard Strauss, en una pel·lícula realitzada per Götz Friedrich per a la televisió alemanya amb l'Orquestra Filharmònica de Viena dirigida per Karl Böhm i que romandrà inoblidable. El 1979, a l'Òpera de París, Pierre Boulez la dirigirà a Lulu, en la primera representació completa d'aquesta òpera, composta per Alban Berg, que no s'ha oblidat. El 1981, al Metropolitan Opera, va cantar una Mimi que encara és considerada una de les millors actuacions de sempre.
El 26 de setembre fe 1989, al Met, va fer el tour de force d'interpretar els tres papers per a soprano en el cicle de tres òperes que componen Il trittico (El tríptic) del compositor italià Puccini. Aquesta trilogia, d'una durada inusual, rarament interpretada d'una sola peça, resulta especialment engrescadora per al cantant. Durant el mateix vespre ha de prestar la seva veu a Giorgetta a Il tabarro, a Angelica de Suor Angelica, i a Lauretta, a Gianni Schicchi. L'any 1991 va crear el paper de Marie Antoinette en l'estrena de The Ghosts of Versailles, de John Corigliano. Finalment, el 1994, per a la nit d'obertura de la temporada de l'Òpera Metropolitana, va cantar la Nedda, de Pagliacci, al costat de Luciano Pavarotti, i Giorgetta, donant la rèplica a Plácido Domingo a Il tabarro.
Al llarg d'una rica i distingida carrera de trenta-sis anys al Metropolitan Opera, va aparèixer a l'escenari 385 vegades en 41 papers diferents. Va cantar el personatge de Liù (Turandot) 27 vegades entre 1961 i 1995, 27 vegades també el personatge de Nedda (Pagliacci entre 1963 i 1994) i 26 vegades el de Mimi (La Bohème) entre 1962 i 1982. El 9 de desembre de 1995 es va acomiadar del Met amb el personatge de Jenny a Ascens i caiguda de la ciutat de Mahagonny. Se li va proposar interpretar Marenka en un renaixement de Prodaná nevěsta durant la temporada 1996–97, però es va retirar de totes les actuacions abans de la nit d'estrena i ja no va tornar a actuar al Met.
Mentre assajava Mahagony el 1979, Stratas va conèixer Lotte Lenya, la vídua de Kurt Weill, que li va oferir una pila de cançons inèdites del seu marit que ella havia aplegat. Stratas en va gravar unes quantes en dos àlbums: The Unknown Kurt Weill i Stratas Sings Weill.

### Com a actriu
Artista completa i amb notable presència escènica, intel·ligent i subtil, l'actriu Teresa Stratas ha interpretat diverses pel·lícules d'òpera:
- 1976 Salome
- 1978 Amahl i els visitants nocturns
- 1978 La núvia venuda
- 1982 La Bohème (1982) - paper de Mimì, protagonitzada per José Carreras i Renata Scotto, dirigida per Franco Zeffirelli.
- 1982 Pagliacci - paper de Nedda, amb Domingo, dirigida per Zeffirelli.
- 1983 La Traviata – paper de Violetta, amb Domingo i Cornell MacNeil, dirigida per Zeffirelli (nominada a l'Oscar)[3]
- Cosi fan tutte. Amb Edita Gruberová, Luis Lima, Ferruccio Furlanetto, Filharmònica de Viena, dirigida per Nikolaus Harnoncourt. Com a director, Jean-Pierre Ponnelle. Deutsche Grammophon
- Jerome Kern, Showboat. Amb Frederica von Stade, Jerry Hadley i Lillian Gish. Ambrosian Chorus & London Sinfonietta, conduïda per John McGlinn. ECM.
- Els fantasmes de Versalles. Amb Fleming, Horne, Hagegård, G. Quilico, Berberian, Met Opera, director James Levine. Només disponible als EUA.

## Premis i reconeixements

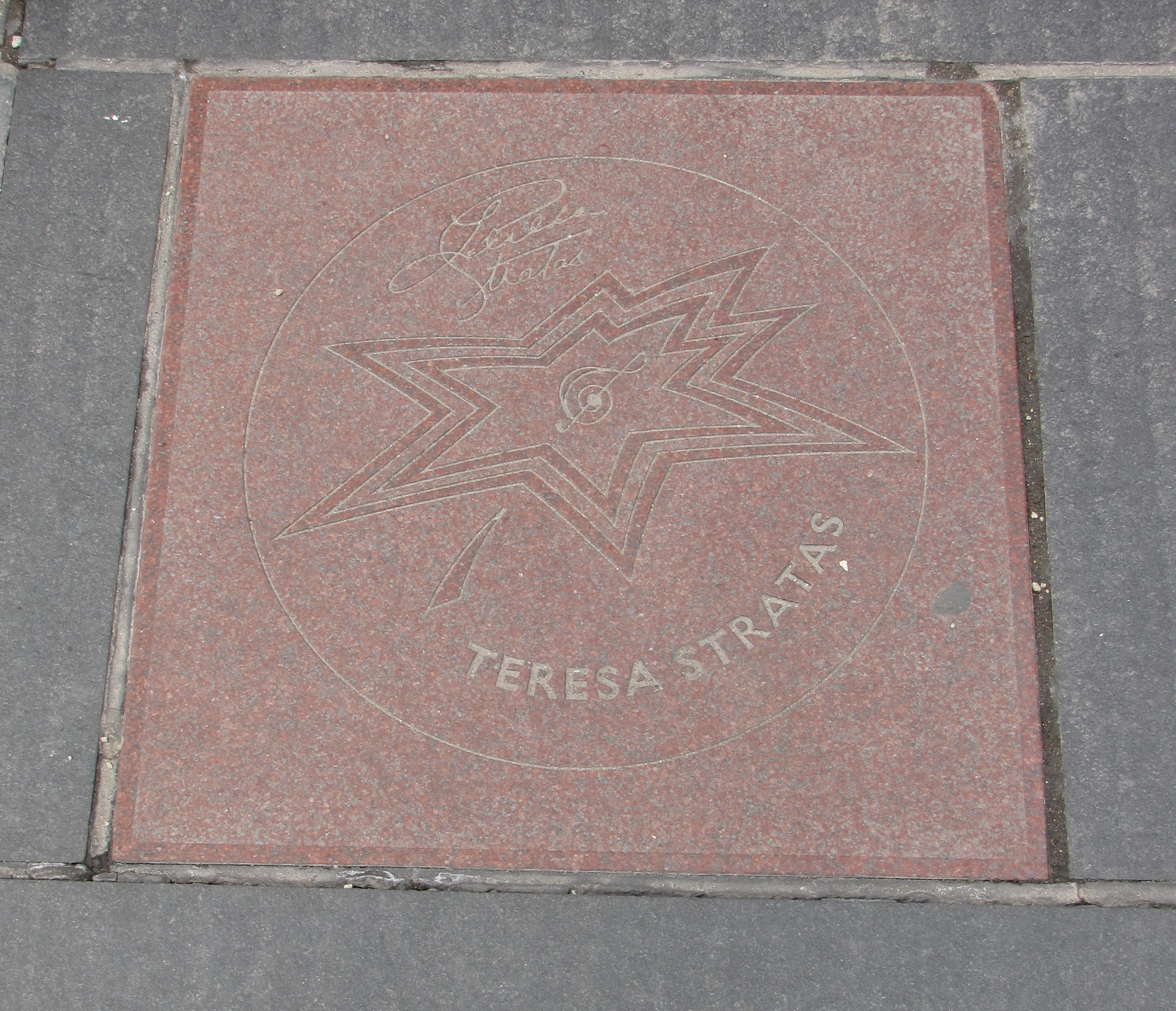
Stratas al Passeig de la Fama del Canadà

- Premis Grammy i nominació als Grammy:
  - Premi Grammy a la millor gravació d'òpera i premi Grammy al millor àlbum de música clàssica per Lulú, d'Alban Berg (1981)
  - Premi Grammy a la millor gravació d'òpera per La traviata, de Verdi (1984)
- Premi Drama Desk a l'actriu musical més destacada per Rags (1987)
- Nominada al premi Tony a la millor actriu musical per Rags (1987)
- Oficial de l'Orde del Canadà (1972)
- Artista de l'any, Canadian Music Council (1980)
- Membre honorària de la Universitat McMaster (1986)
- Membre honorària de la Universitat de Toronto (1994)
- Membre honorària de l'Escola de Música Eastman (1998)
- Membre honorària de la Universitat de York (2000)
- Estrella al Passeig de la Fama del Canadà (2001)
- Guanyadora de MasterWorks per la seva interpretació del personatge de Lulu (Alban Berg) (2005)

L'any 1989 es va filmar Stratasphere: Retrat de Teresa Stratas, un documental de 90 minuts sobre la seva carrera, que inclou escenes de Salome, La Boheme o Der Zarewitsch.

## Discografia[9]
- Lulu Stratas, d'Alban Berg, Yvonne Minton, Hannah Schwarz, Franz Mazura, Kenneth Riegel, Robert Tear, l'Orquestra de l'Òpera de París, director Pierre Boulez. (Deutsche Grammophon, 1981)
- Teresa Stratas - The Unknown Kurt Weill, Nonesuch 79019
- Stratas Sings Weill, Nonesuch 79131
- Cançons de setembre: La música de Kurt Weill (1997, Sony Classical)
- Verdi, La traviata. Stratas, Fritz Wunderlich, Hermann Prey. Director Giuseppe Patané. (Orfeo, 1965, en directe)
- Peggy Glanville-Hicks: Nausicaa, Ectraits de l'Opéra. Stratas, Orquestra Simfònica d'Atenes i Cor
- Jerome Kern, Show Boat. Stratas, Frederica von Stade, Jerry Hadley i Lillian Gish. Ambrosian Opera Chorus & London Sinfonietta, dirigida per John McGlinn. ECM.